# Bandera de Provo
La bandera de Provo es la bandera oficial de la ciudad de Provo, Utah, Estados Unidos. La bandera actual, que presenta el logotipo de la ciudad en un campo azul claro, fue adoptada el 6 de enero de 2015, luego de un debate de varios años para reemplazar una anterior. La bandera anterior, adoptada en 1989, fue ridiculizada en particular por su fealdad percibida y su similitud con el logotipo de Centrum, y fue votada como una de las peores banderas de ciudades estadounidenses por la Asociación Norteamericana de Vexilología (NAVA).

## Diseño
La bandera actual de la ciudad de Provo, Utah, se describe en la sección 1.05.010 del código municipal como un campo azul claro y el logotipo de la ciudad en el centro. El logotipo de la ciudad, adoptado en 2012, incluye representaciones del lago Utah, los picos de las montañas cercanas y un sol naciente por las metas y aspiraciones de Provo.

## Historia

### Primera bandera

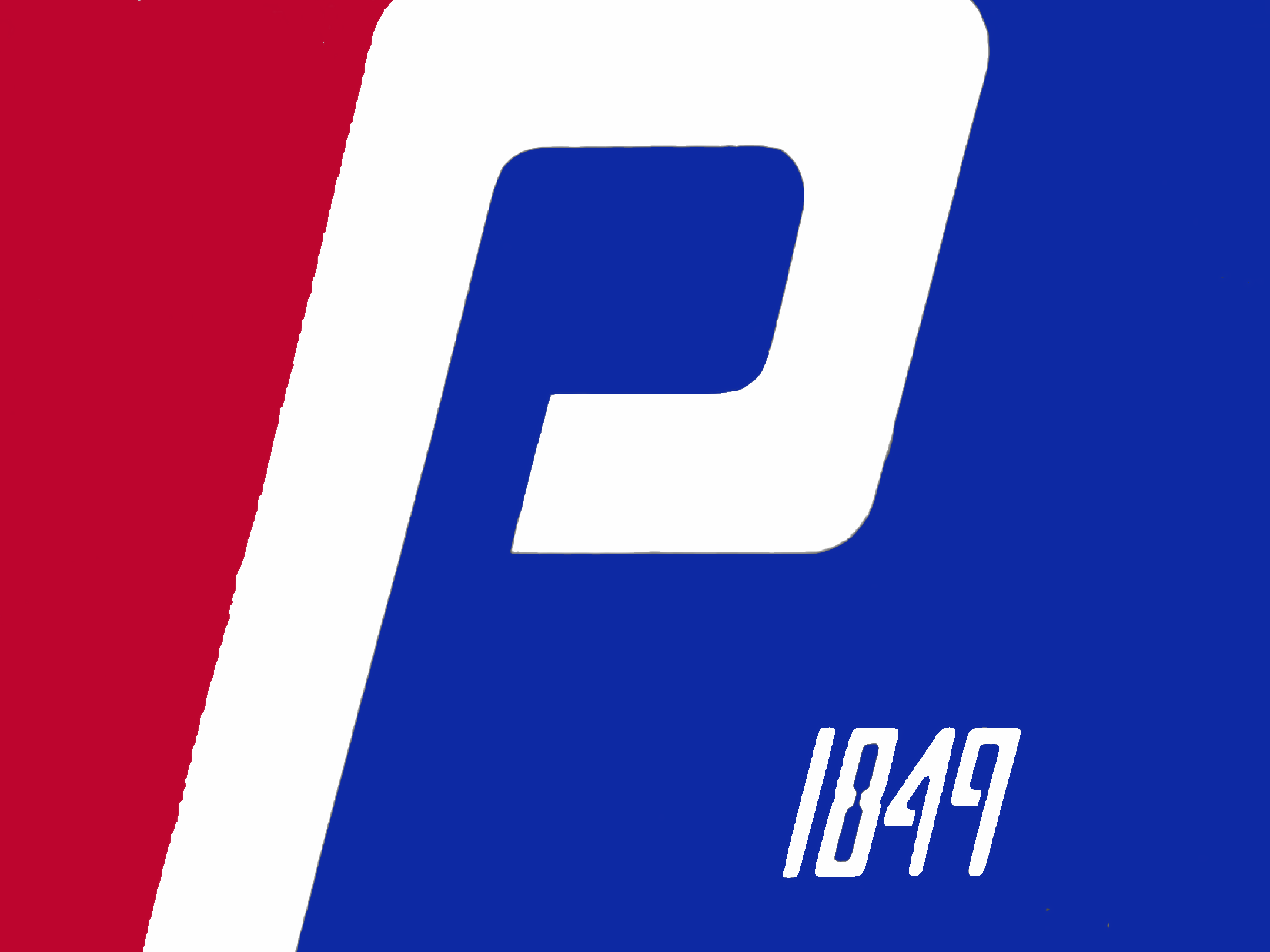
La bandera de Provo, Utah, de 1976 a 1989

La primera bandera de Provo se dio a conocer el 7 de abril de 1976 y consistía en un campo rojo y azul con una "P" estilizada (que significa "Provo") en el centro. Fue diseñada por Michael Jorgensen, estudiante de diseño industrial de la Universidad Brigham Young, como parte de un concurso organizado por el Utah Lake Lions Club para conmemorar la participación de la ciudad en el bicentenario nacional.

### Segunda bandera

La antigua bandera de Provo, de 1989 a 2015

La segunda bandera de Provo se adoptó el 25 de abril de 1989, después de que el entonces alcalde Joseph Jenkins la presentara basándose en un diseño de Steven Hales con el logotipo de la ciudad. La bandera consistía en un fondo blanco, con la palabra "Provo" en letras negras con sombras grises en una barra de arcoíris que corría en diagonal hacia el centro. El arcoíris representaba la "naturaleza ecléctica y diversa" de Provo según el gobierno de la ciudad.
En una encuesta de 2004 de banderas de ciudades en los Estados Unidos realizada por miembros de la Asociación Norteamericana de Vexilología (NAVA), la bandera de Provo ocupó el puesto 143 de 150 en general (el octavo peor), con una puntuación de 2,14 sobre 10 puntos. La encuesta fue disputada entre 150 ciudades estadounidenses a través de una encuesta en línea; la bandera del Distrito de Columbia ocupó el primer lugar, mientras que la bandera de Pocatello (Idaho), ocupó el último lugar. Las referencias de los periódicos a la encuesta dijeron que se sabía que la bandera era "notoriamente mala entre los entusiastas de banderas".
El diseño de la bandera se ha comparado con la etiqueta de las botellas de vitaminas Centrum, y con un trabajo dibujado con marcador mágico y crayones.

### Tercera bandera

Bandera actual de Provo, de 6 de enero de 2015

El alcalde John Curtis inició un proceso público para reemplazar la segunda bandera en 2013, en respuesta a las repetidas referencias a la encuesta NAVA, consultando con vexilólogos locales y residentes para obtener ideas. En mayo de 2014, un comité de tres miembros redujo el proceso de reemplazo de la bandera a dos opciones, ambas consistían en representaciones simples del lago Utah y las montañas cercanas, con una opción que tenía tres estrellas para representar la vida en Provo. Los diseños no fueron bien recibidos por los residentes, lo que llevó al alcalde Curtis a proponer un concurso público de diseño que finalizaría a principios de junio. Los residentes llegaron a un consenso de no usar el color rojo en la nueva bandera, como lo usa la Universidad de Utah, un rival de la Universidad Brigham Young de Provo.
Se presentaron un total de 51 propuestas y se agregaron a una encuesta en línea en julio. En septiembre se presentaron dos diseños finalistas al Ayuntamiento de Provo, que presentaban una montaña estilizada contra un campo blanco o azul. El 6 de enero de 2015, el Ayuntamiento de Provo seleccionó por unanimidad la nueva bandera de la ciudad, un nuevo diseño que incorporó el nuevo logotipo de la ciudad (adoptado en 2012).